# Natação nos Jogos Olímpicos de Verão de 2012 - 100 m livre feminino

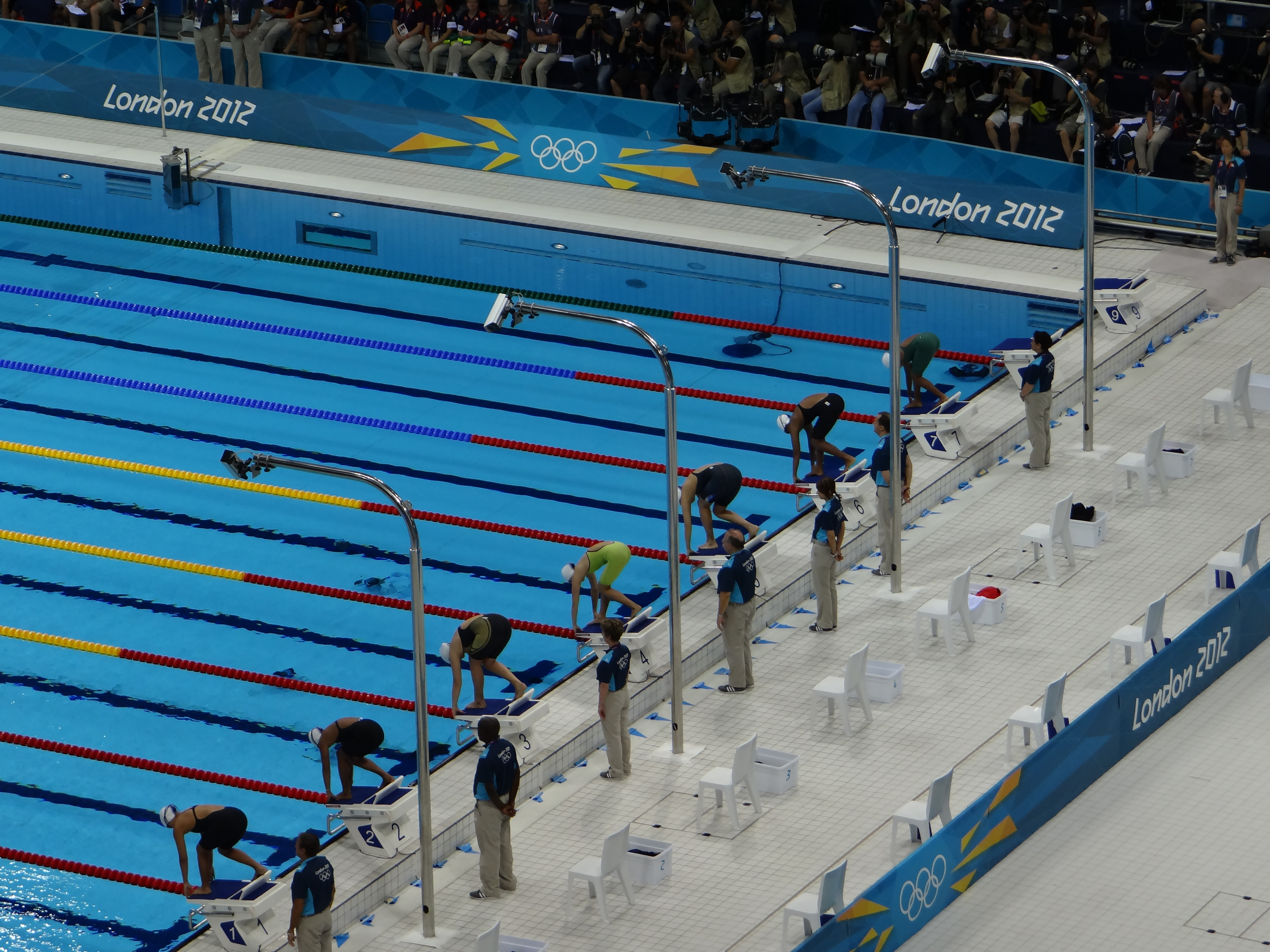
Uma das baterias dos 100 m livre.

A competição dos 100 metros livre feminino da natação nos Jogos Olímpicos de Verão de 2012 foi disputada nos dias 1 e 2 de agosto no Centro Aquático de Londres.

## Medalhistas
| Ouro   | NED Ranomi Kromowidjojo    |
| Prata  | BLR Aleksandra Gerasimenya |
| Bronze | CHN Tang Yi                |

## Recordes
Antes desta competição, os recordes mundiais e olímpicos da prova eram os seguintes:
| Tipo | Atleta         | Tempo | Local  | Data                 |
| ---- | -------------- | ----- | ------ | -------------------- |
|      | Britta Steffen | 52.07 | Roma   | 31 de julho de 2009  |
|      | Britta Steffen | 53.12 | Pequim | 15 de agosto de 2008 |

Os seguintes recordes mundiais ou olímpicos foram estabelecidos durante esta competição:
| Data        | Evento    | Atleta                  | Tempo | Notas            |
| ----------- | --------- | ----------------------- | ----- | ---------------- |
| 1 de agosto | Semifinal | NED Ranomi Kromowidjojo | 53.05 | Recorde olímpico |
| 2 de agosto | Final     | NED Ranomi Kromowidjojo | 53.00 | Recorde olímpico |

## Resultados

### Eliminatórias
| Pos. | Elim. | Raia | Nadadora                   | CON                 | Tempo   | Notas            |
| ---- | ----- | ---- | -------------------------- | ------------------- | ------- | ---------------- |
| 1    | 5     | 3    | Tang Yi                    | CHN China           | 53.28   | Q                |
| 2    | 7     | 6    | Melanie Schlanger          | AUS Austrália       | 53.50   | Q                |
| 3    | 5     | 4    | Jeanette Ottesen           | DEN Dinamarca       | 53.51   | Q                |
| 4    | 7     | 5    | Aleksandra Gerasimenya     | BLR Bielorrússia    | 53.63   | Q,               |
| 5    | 7     | 4    | Ranomi Kromowidjojo        | NED Países Baixos   | 53.66   | Q                |
| 6    | 6     | 7    | Arianna Vanderpool-Wallace | BAH Bahamas         | 53.73   | Q,               |
| 7    | 6     | 5    | Francesca Halsall          | GBR Grã-Bretanha    | 54.02   | Q                |
| 8    | 5     | 6    | Jessica Hardy              | USA Estados Unidos  | 54.09   | Q                |
| 9    | 6     | 1    | Julia Wilkinson            | CAN Canadá          | 54.16   | Q                |
| 10   | 6     | 4    | Sarah Sjöström             | SWE Suécia          | 54.26   | Q                |
| 10   | 7     | 3    | Missy Franklin             | USA Estados Unidos  | 54.26   | Q                |
| 12   | 7     | 2    | Haruka Ueda                | JPN Japão           | 54.35   | Q                |
| 13   | 6     | 2    | Amy Smith                  | GBR Grã-Bretanha    | 54.37   | Q                |
| 14   | 6     | 3    | Britta Steffen             | GER Alemanha        | 54.42   | Q                |
| 15   | 5     | 5    | Femke Heemskerk            | NED Países Baixos   | 54.43   | Q                |
| 15   | 5     | 7    | Daniela Schreiber          | GER Alemanha        | 54.43   | Q                |
| 17   | 7     | 7    | Veronika Popova            | RUS Rússia          | 54.66   |                  |
| 18   | 6     | 8    | Hanna-Maria Seppälä        | FIN Finlândia       | 54.93   |                  |
| 19   | 5     | 2    | Pernille Blume             | DEN Dinamarca       | 55.04   |                  |
| 20   | 7     | 8    | Charlotte Bonnet           | FRA França          | 55.12   |                  |
| 21   | 5     | 1    | Hannah Wilson              | HKG Hong Kong       | 55.33   |                  |
| 22   | 4     | 4    | Burcu Dolunay              | TUR Turquia         | 55.35   |                  |
| 23   | 3     | 4    | Eszter Dara                | HUN Hungria         | 55.37   |                  |
| 24   | 4     | 2    | Nina Rangelova             | BUL Bulgária        | 55.52   | Recorde nacional |
| 25   | 3     | 5    | Liliana Ibáñez             | MEX México          | 55.71   | Recorde nacional |
| 26   | 4     | 6    | Daynara de Paula           | BRA Brasil          | 55.94   |                  |
| 27   | 4     | 3    | Katarzyna Wilk             | POL Polônia         | 56.13   |                  |
| 28   | 3     | 3    | Nastja Govejšek            | SLO Eslovênia       | 56.21   |                  |
| 29   | 3     | 2    | Mylene Ong                 | SIN Singapura       | 56.33   |                  |
| 29   | 4     | 7    | Rūta Meilutytė             | LTU Lituânia        | 56.33   |                  |
| 31   | 4     | 8    | Katarína Filová            | SVK Eslováquia      | 56.58   |                  |
| 32   | 5     | 8    | Nery Mantey Niangkouara    | GRE Grécia          | 56.63   |                  |
| 33   | 4     | 5    | Arlene Semeco              | VEN Venezuela       | 56.90   |                  |
| 34   | 3     | 6    | Jasmine Alkhaldi           | PHI Filipinas       | 57.13   |                  |
| 35   | 3     | 1    | Megan Fonteno              | ASA Samoa Americana | 57.45   |                  |
| 35   | 4     | 1    | Miroslava Najdanovski      | SRB Sérvia          | 57.45   |                  |
| 37   | 3     | 7    | Karen Torrez               | BOL Bolívia         | 57.78   | Recorde nacional |
| 38   | 3     | 8    | Clelia Tini                | SMR San Marino      | 58.29   |                  |
| 39   | 2     | 3    | Jade Howard                | ZAM Zâmbia          | 59.35   |                  |
| 40   | 2     | 5    | Bayan Jumah                | SYR Síria           | 59.78   |                  |
| 41   | 2     | 4    | Karen Riveros              | PAR Paraguai        | 59.86   |                  |
| 42   | 2     | 6    | Brittany van Lange         | GUY Guiana          | 1:01.62 |                  |
| 43   | 2     | 2    | Estellah Fils Rabetsara    | MAD Madagascar      | 1:02.39 |                  |
| 44   | 2     | 7    | Reshika Udugampola         | SRI Sri Lanka       | 1:04.93 |                  |
| 45   | 2     | 1    | Magdalena Moshi            | TAN Tanzânia        | 1:05.80 |                  |
| 46   | 1     | 4    | Mareme Faye                | SEN Senegal         | 1:06.42 |                  |
| 47   | 1     | 5    | Shreya Dhital              | NEP Nepal           | 1:10.80 |                  |
| 48   | 1     | 3    | Ayouba Ali Sihame          | COM Comores         | 1:14.40 |                  |
| 50   | 6     | 6    | Cate Campbell              | AUS Austrália       | DNS     |                  |
| 50   | 7     | 1    | Therese Alshammar          | SWE Suécia          | DNS     |                  |

### Semifinal

#### Semifinal 1
| Pos. | Raia | Nadadora                   | CON                | Tempo | Notas |
| ---- | ---- | -------------------------- | ------------------ | ----- | ----- |
| 1    | 4    | Melanie Schlanger          | AUS Austrália      | 53.38 | Q     |
| 2    | 5    | Aleksandra Gerasimenya     | BLR Bielorrússia   | 53.78 | Q     |
| 3    | 6    | Jessica Hardy              | USA Estados Unidos | 53.86 | Q     |
| 4    | 2    | Sarah Sjöström             | SWE Suécia         | 53.93 |       |
| 5    | 3    | Arianna Vanderpool-Wallace | BAH Bahamas        | 54.12 |       |
| 6    | 1    | Britta Steffen             | GER Alemanha       | 54.18 |       |
| 7    | 8    | Daniela Schreiber          | GER Alemanha       | 54.39 |       |
| 8    | 7    | Haruka Ueda                | JPN Japão          | 54.59 |       |

#### Semifinal 2
| Pos. | Raia | Nadadora            | CON                | Tempo | Notas |
| ---- | ---- | ------------------- | ------------------ | ----- | ----- |
| 1    | 3    | Ranomi Kromowidjojo | NED Países Baixos  | 53.05 | Q,    |
| 2    | 7    | Missy Franklin      | USA Estados Unidos | 53.59 | Q     |
| 3    | 4    | Tang Yi             | CHN China          | 53.60 | Q     |
| 4    | 5    | Jeanette Ottesen    | DEN Dinamarca      | 53.77 | Q     |
| 4    | 6    | Francesca Halsall   | GBR Grã-Bretanha   | 53.77 | Q     |
| 6    | 8    | Femke Heemskerk     | NED Países Baixos  | 54.13 |       |
| 7    | 2    | Julia Wilkinson     | CAN Canadá         | 54.25 |       |
| 8    | 1    | Amy Smith           | GBR Grã-Bretanha   | 54.28 |       |

### Final
| Pos.              | Raia | Nadadora               | CON                | Tempo | Notas            |
| ----------------- | ---- | ---------------------- | ------------------ | ----- | ---------------- |
| Medalha de ouro   | 4    | Ranomi Kromowidjojo    | NED Países Baixos  | 53.00 | Recorde olímpico |
| Medalha de prata  | 1    | Aleksandra Gerasimenya | BLR Bielorrússia   | 53.38 | Recorde nacional |
| Medalha de bronze | 6    | Tang Yi                | CHN China          | 53.44 |                  |
| 4                 | 5    | Melanie Schlanger      | AUS Austrália      | 53.47 |                  |
| 5                 | 3    | Missy Franklin         | USA Estados Unidos | 53.64 |                  |
| 6                 | 7    | Francesca Halsall      | GBR Grã-Bretanha   | 53.66 |                  |
| 7                 | 2    | Jeanette Ottesen       | DEN Dinamarca      | 53.75 |                  |
| 8                 | 8    | Jessica Hardy          | USA Estados Unidos | 54.02 |                  |

Legenda
| Recorde mundial      | Recorde mundial (World record)               |                       | Recorde africano                      | Recorde africano (African) |                                           | Q | Classificado por posição (Qualified) |
| Recorde olímpico     | Recorde olímpico (Olympic record)            | Recorde da América    | Recorde da América (Americas)         | q                          | Classificado por melhor tempo (Qualified) |   |                                      |
| Melhor marca do ano  | Melhor marca do ano (World leading)          | Recorde asiático      | Recorde asiático (Asian)              | DNS                        | Não largou (Did not start)                |   |                                      |
| Recorde nacional     | Recorde nacional (National record)           | Recorde europeu       | Recorde europeu (European)            | DNF                        | Não terminou (Did not finish)             |   |                                      |
| Recorde pessoal      | Recorde pessoal do atleta (Personal best)    | Recorde da Oceania    | Recorde da Oceania (Oceania)          | DSQ / DQ                   | Desclassificado (Disqualified)            |   |                                      |
| Recorde da temporada | Recorde da temporada do atleta (Season best) | Recorde sul-americano | Recorde sul-americano (South America) | NM                         | Sem marca (No mark)                       |   |                                      |